# Alburnus
Alburnus é um género de peixes actinopterígeos da família Cyprinidae.
Este género contém as seguintes espécies:
- Alburnus adanensis Battalgazi, 1944
- †Alburnus akili Battalgil, 1942
- Alburnus albidus O. G. Costa, 1838
- Alburnus alburnus Linnaeus, 1758
- Alburnus amirkabiri Mousavi-Sabet, Vatandoust, Khataminejad, Eagderi, Abbasi, M. Nasri, Jouladeh & Vasil'eva, 2015 [1]
- Alburnus arborella Bonaparte, 1841
- Alburnus atropatenae L. S. Berg, 1925
- Alburnus attalus Özuluğ & Freyhof, 2007[2]
- Alburnus baliki Bogutskaya, Küçük & Ünlü, 2000
- Alburnus battalgilae Özuluğ & Freyhof, 2007[2]
- Alburnus belvica Karaman, 1924
- Alburnus caeruleus Heckel, 1843
- Alburnus carinatus Battalgil, 1941
- Alburnus chalcoides Güldenstädt, 1772
- †Alburnus danubicus Antipa, 1909
- Alburnus demiri Özuluğ & Freyhof, 2008[3]
- Alburnus derjugini L. S. Berg, 1923
- Alburnus doriae De Filippi, 1865
- Alburnus escherichii Steindachner, 1897
- Alburnus filippii Kessler, 1877
- Alburnus heckeli Battalgil, 1943
- Alburnus hohenackeri Kessler, 1877
- Alburnus istanbulensis Battalgil, 1941
- Alburnus kotschyi Steindachner, 1863
- Alburnus leobergi Freyhof & Kottelat, 2007
- Alburnus macedonicus Karaman, 1928
- Alburnus mandrensis Drensky, 1943
- Alburnus mento Heckel, 1837
- Alburnus mentoides Kessler, 1859
- Alburnus mossulensis Heckel, 1843
- Alburnus nasreddini Battalgil, 1943
- Alburnus neretvae Buj, Šanda & Perea, 2010 [4]
- †Alburnus nicaeensis Battalgil, 1941
- Alburnus orontis Sauvage, 1882
- Alburnus qalilus Krupp, 1992
- Alburnus sarmaticus Freyhof & Kottelat, 2007
- Alburnus schischkovi Drensky, 1943
- Alburnus scoranza Heckel & Kner, 1858
- Alburnus selcuklui M. Elp, F. Şen & Özuluğ, 2015 [5]
- Alburnus sellal Heckel, 1843
- Alburnus tarichi Güldenstädt, 1814
- Alburnus thessalicus Stephanidis, 1950
- Alburnus timarensis Kuru, 1980
- Alburnus vistonicus Freyhof & Kottelat, 2007[6]
- Alburnus volviticus Freyhof & Kottelat, 2007
- Alburnus zagrosensis Coad, 2009